# Xanthograpta
Xanthograpta  es un género  de lepidópteros perteneciente a la familia Noctuidae. Es originario de Asia y Australia.

## Especies
- Xanthograpta basinigra Sugi, 1982
- Xanthograpta glycychroa Turner, 1904
- Xanthograpta purpurascens Hampson, 1910
- Xanthograpta trilatalis Walker, [1866]